# تصنيع النسيج

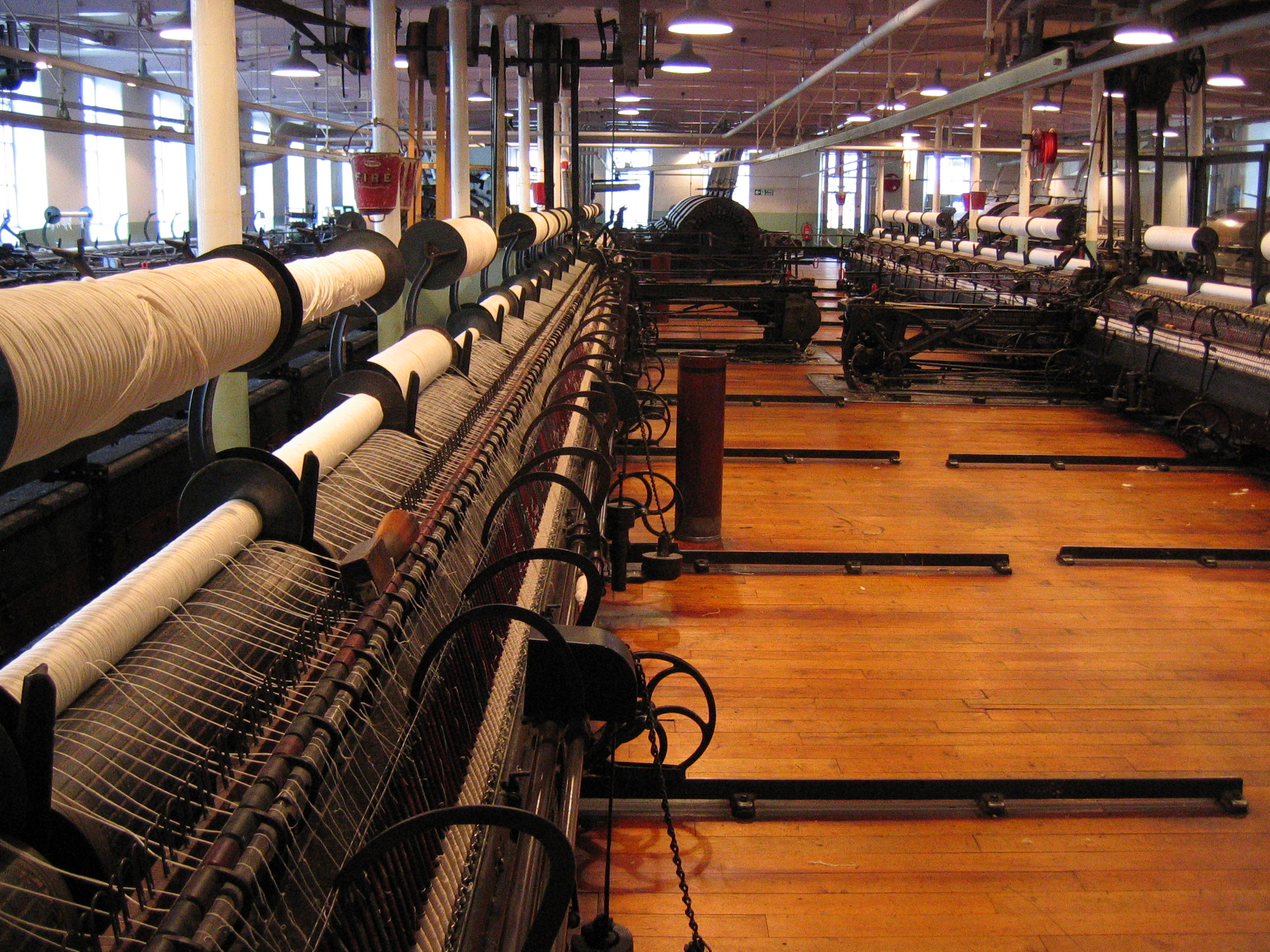

تصنيع النسيج يعد من الصناعات الرئيسية التي تحول ألياف النسيج إلى خيوط وأقمشة. تصبغ الأقمشة أو تطبع بعدها قبل تحويلها إلى ملابس أو غيرها من المنتجات.
وتستخدم ألياف مختلفة المصدر لصناعة الخيوط. ويعد القطن أكثر الألياف الطبيعية استخدامًا.
ويبقى القطن من أهم الألياف الطبيعية.

## معالجة القطن

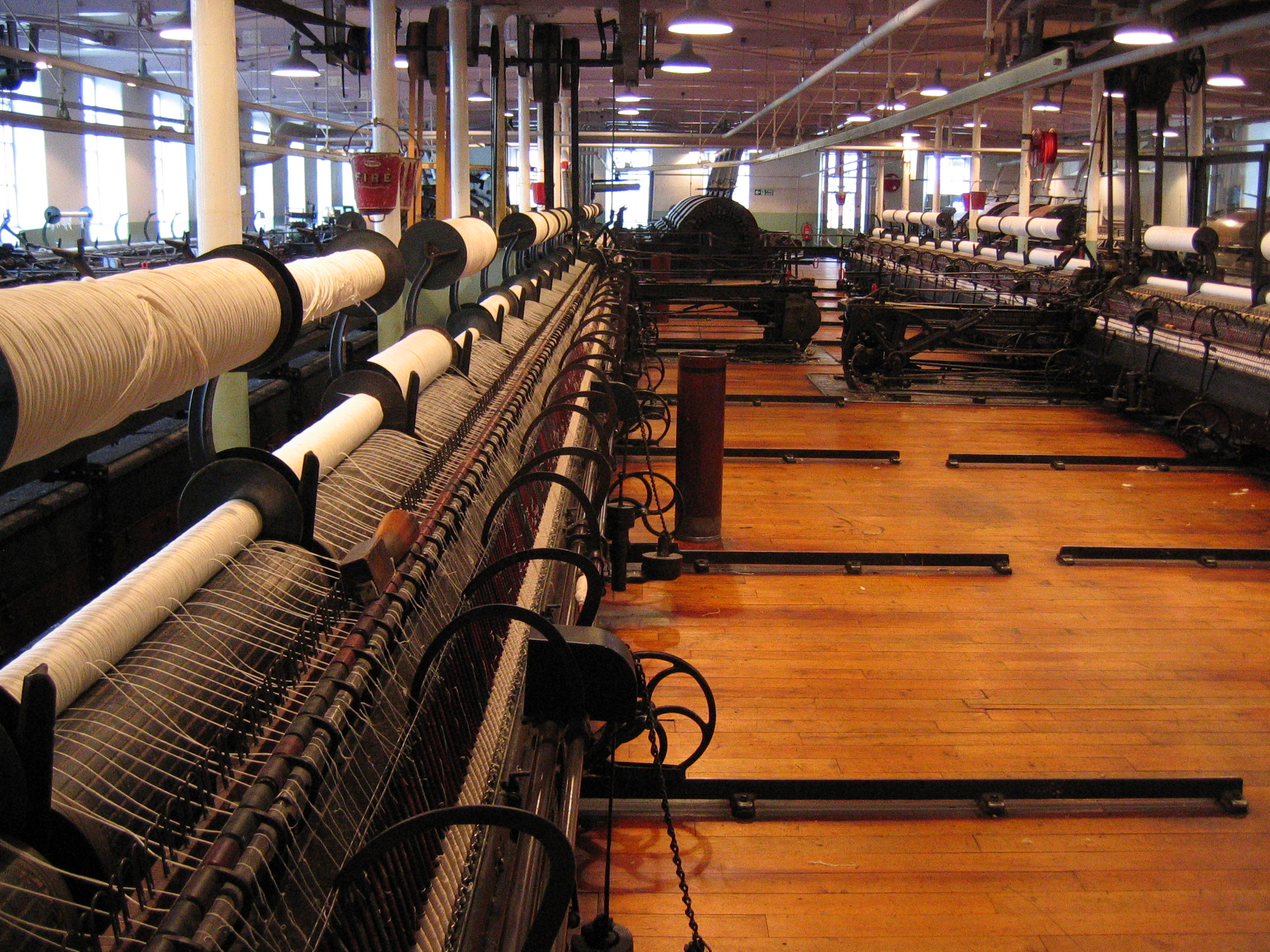
Mule spinning
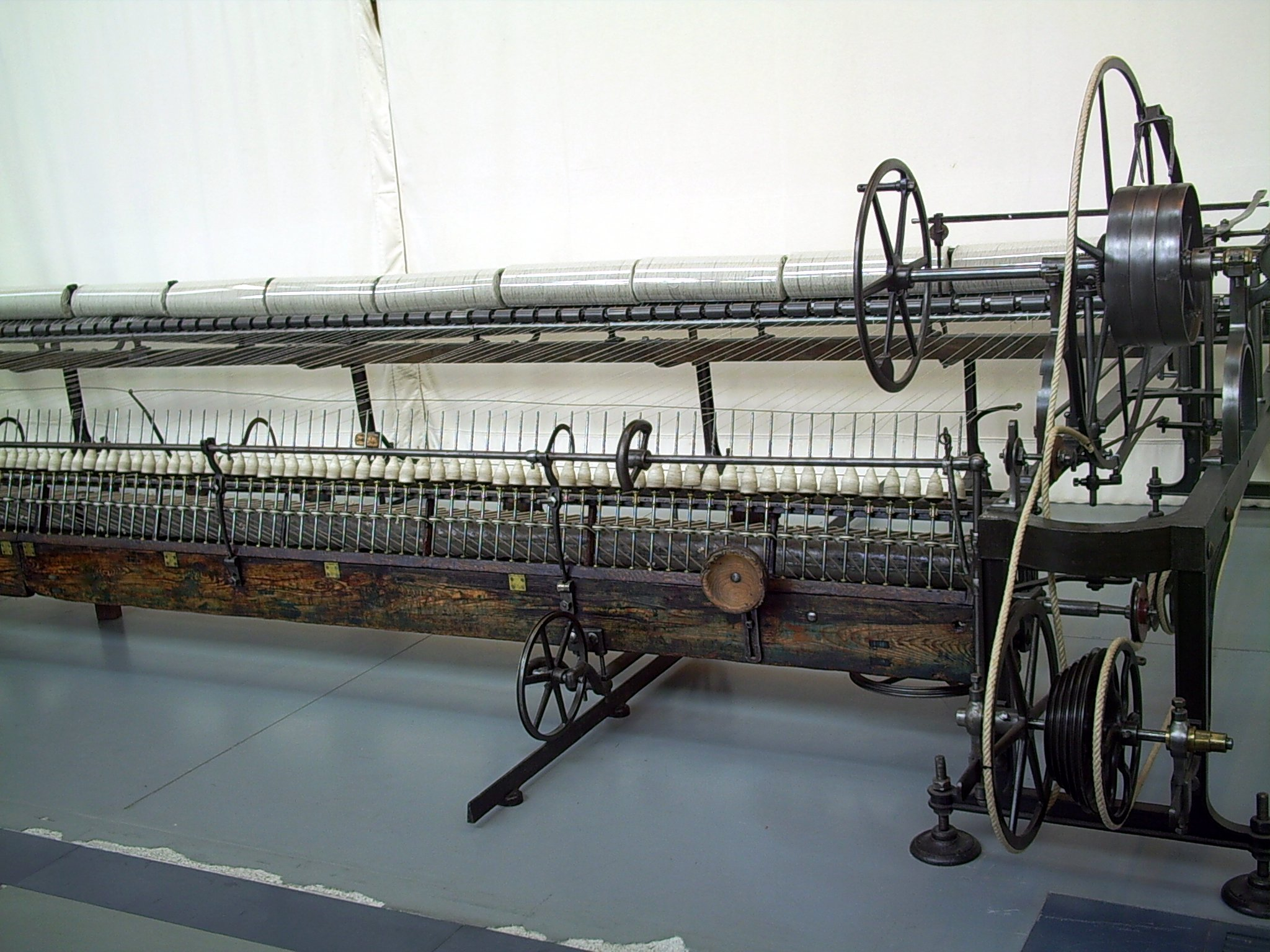
Mule spinning
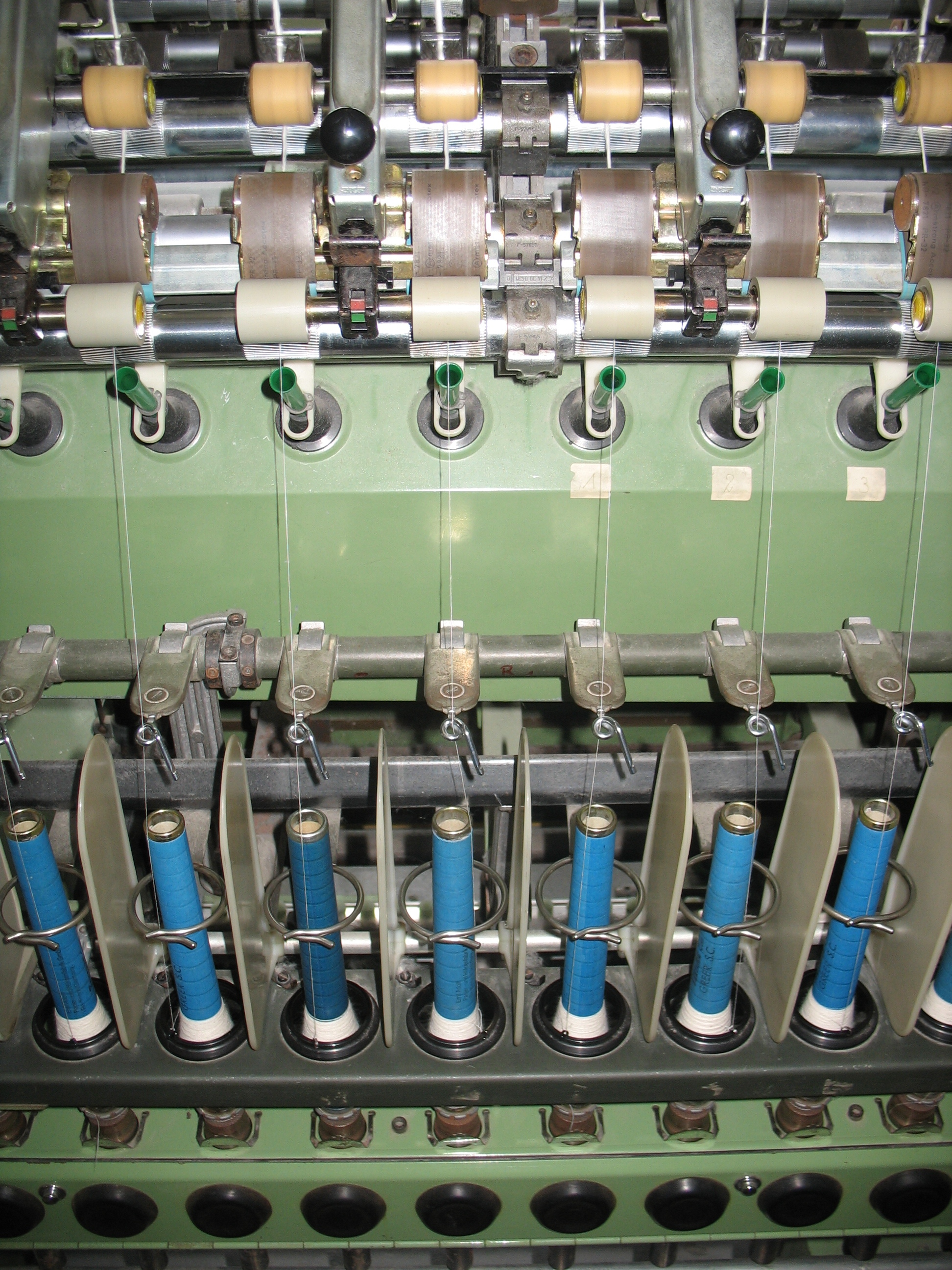
Ring spinning
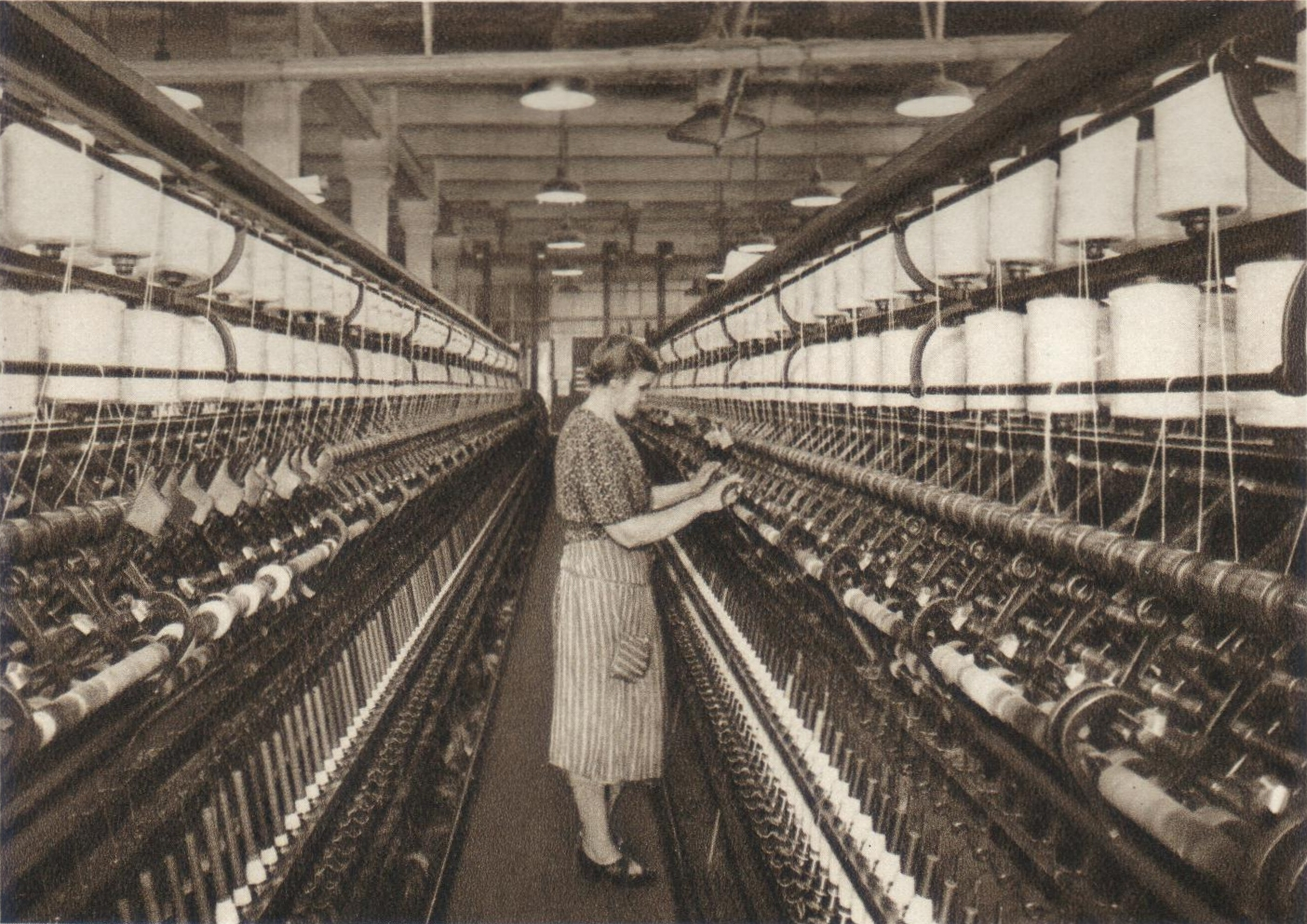
Ring spinning

## معالجة الألياف الخضريه الأخرى
- معالجة الأنسجة البروتينية